# Myripristis clarionensis
El candil amarillo o soldado amarillo es la especie Myripristis clarionensis, un pez marino de la familia holocéntridos, distribuida por
algunas islas de la costa este del océano Pacífico.
Es inofensivo por lo que podría ser pescado, pero su difícil captura y escasa cantidad hace que carezca de interés pesquero.

## Anatomía
Cuerpo comprimido lateralmente similar a otras especies de esta familia, con una longitud máxima descrita de 18,3 cm. Los ojos son muy grandes en comparación con el delgado cuerpo, lo que delata sus hábitos de vida nocturnos.

## Hábitat y biología
Es una especie endémica de la costa este tropical del Pacífico, encontrándose sólo en el archipiélago de Revillagigedo y en atolón de Clipperton, un área tan reducida que se le considera en estado de conservación vulnerable. En ambas localizaciones los individuos pasan el día ocultos en las cavidades del arrecife, donde es una especie abundante.